# Ciro Díaz
Ciro Javier Díaz Penedo (Santiago de Cuba, 19 de julio de 1978) es compositor y primera guitarra en la banda de punk rock cubana Porno para Ricardo y de la banda alternativa de rock La Babosa Azul, donde también es vocalista.

## Biografía
Estudió en la escuela Vladimir Ilich Lenin, al sur de La Habana.
En 1998 comienza a tocar con la banda Porno para Ricardo, liderada por Gorki Águila.
En 2004 se graduó de Licenciatura en Matemáticas por la Universidad de La Habana. Ese mismo año comienza a componer canciones para su banda La Babosa Azul.
En 2010 conformaron, con los integrantes de Porno para Ricardo en la casa de Gorki, la productora La Paja Record con sala de grabación, donde Ciro hace las veces de operador de radio.